# Monument Les Tombes Flamejants

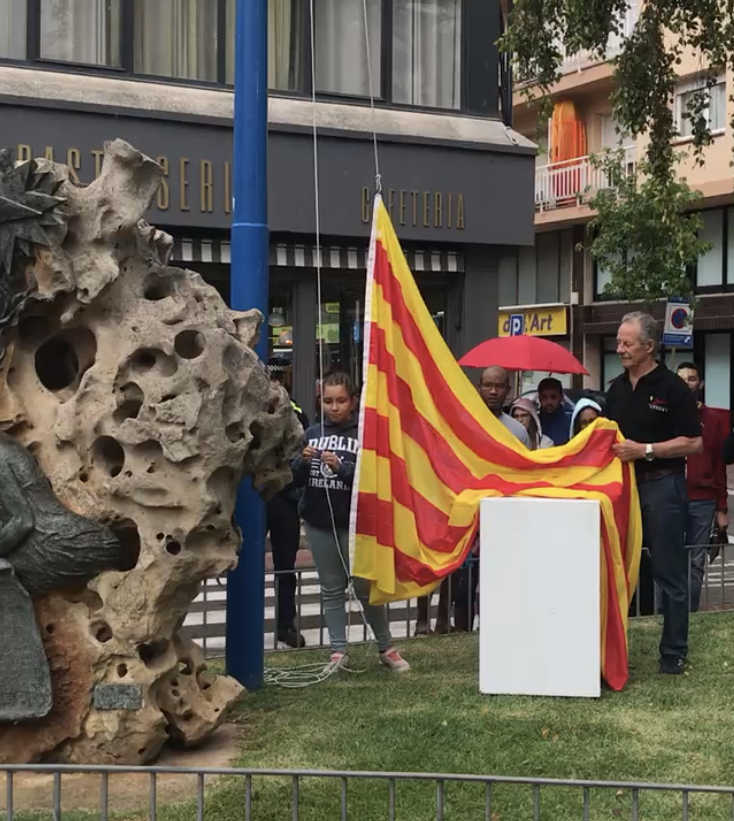
Hissada de la Senyera al costat del monument "Les Tombes Flamejants" l'11 de setembre de 2019 a la Plaça de Catalunya de Palamós

Les Tombes Flamejants és una escultura de Palamós.
A la plaça de Catalunya de Palamós hi ha una escultura que, lamentablement, molta gent ha oblidat el motiu pel qual es va encarregar. El seu origen es remunta a un acord del Ple de l'Ajuntament de Palamós de l'any 1981 per encarregar un monòlit que hauria de figurar a la Plaça de Catalunya amb la inscripció de la poesia "Les Tombes Flamejants". Però no va ser fins a l'agost de l'any 1990, que a proposta de l'Alcalde Josep Ferrer i Figueras que va portar a l'aprovació del Ple municipal nou acord per l'encàrrec d'un conjunt escultòric al poema Les tombes flamejants, del polític i poeta Ventura Gassol i Rovira, que va ser conseller de Cultura del primer govern de la Generalitat republicana. Un espai per poder fer una ofrena floral durant la diada de l'11 de Setembre. L'acord deia que "el monument estarà format per una gran peça de roca volcànica de Serinyà, d'uns dos metres d'alcada i un i mig d'amplada, i un conjunt escultòric en bronze inserit a la roca, que estarà integrat per una figura femenina de mig cos que agafa amb la mà un pergamí, on estarà gravat el poema, i tot plegat completat amb unes flames i estrelles al·legòriques". Fins aquell moment, Palamós no disposava d'un espai per poder-hi fer una ofrena floral durant la Diada de l'11 de Setembre i Josep Ferrer en presentar la proposta al ple municipal va proposar que a partir de la inauguració del conjunt escultòric aquell seria l'espai on portar a terme dita ofrena floral durant la Diada Nacional.
Ventura Gassol, conegut com el "poeta de les tombes flamejants", va ser una figura destacada durant la república, exercint com a Conseller de Cultura. Després d'exiliar-se durant quatre dècades, va retornar a Catalunya el 28 de juny de 1977, just després de la mort de Franco, i va passar una temporada a Palamós, concretament a l'Hotel Trias.
L'encàrrec de l'escultura va recaure en l'artista Antoni Delgado i Oliveró, resident a Romanyà de la Selva, conegut per la seva extensa obra escultòrica. Delgado va plasmar en la escultura el poema més reconegut de Ventura Gassol, "Les Tombes Flamejants". Aquesta escultura es va ubicar a la plaça de Catalunya i va ser inaugurada el 1990.
Des de llavors, cada 11 de Setembre, la vila de Palamós ret homenatge davant aquesta escultura, realitzant una ofrena floral i hissant la senyera al so dels Segadors. És un record constant del llegat de Ventura Gassol i del compromís amb la memòria històrica i cultural de Palamós.